# Le Plus Beau Jour de sa vie
Pour plus de détails, voir Fiche technique et Distribution.
Le Plus Beau Jour de sa vie (Un traje blanco) est un film dramatique hispano-italien sorti en 1956, réalisé par Rafael Gil.

## Synopsis
Les péripéties dramatiques d'un enfant pauvre qui cherche à avoir un costume blanc pour faire sa première communion.

## Fiche technique
- Titre français : Le Plus Beau Jour de sa vie ou Le Grand Jour[3]
- Titre espagnol original : El traje blanco
- Genre : film dramatique
- Réalisation : Rafael Gil
- Musique : Jesús Guridi
- Photographie :	Cecilio Paniagua
- Pays de production :  Espagne,  Italie
- Langue originale : espagnol
- Année de sortie : 1956
- France : inédit à Paris, distribué en province[3]

## Distribution
- Miguel Gil : Marcos
- Julia Martínez : Rosa
- Julio Núñez : José
- José Isbert : alcalde
- Luis Induni : Andrés
- Rafael Bardem : Damián
- Matilde Muñoz Sampedro (es) : la mère
- José Calvo : Ramón
- Margarita Robles Menéndez : Doña Antonia
- Daja-Tarto : Daja-Tarto
- Mario Morales : journaliste

## Récompenses
Cecilio Paniagua est récompensé en 1956 aux douzième Premios CEC pour la meilleure photographie en noir et blanc (Mejor fotografía en blanco y negro).